# Prison de Qincheng
La  prison de Qincheng est une prison spéciale située à Qincheng, une ville de la municipalité chinoise de Pékin.

## Origine
La prison de Qincheng est une des prisons construites par les Japonais durant la seconde guerre sino-japonaise (années 1930-1940). Elle a été réaménagée en 1958 grâce à des fonds soviétiques.

## Conditions matérielles
Selon les témoignages d'anciens prisonniers, les condamnés politiques résident aujourd’hui dans des cellules de 20 m² équipées de canapés, lits, bureaux et une salle de bains. Les détenus s'habillent comme ils veulent, ont des repas cuisinés par des chefs et peuvent se promener à l'extérieur.

## Prisonniers politiques
La majorité des détenus sont des prisonniers politiques, parmi eux les participants au mouvement démocratique chinois et aux manifestations de la place Tian'anmen. Les détenus célèbres incluent Jiang Qing, Bao Tong, Dai Qing, ainsi que des personnalités tibétaines comme Choekyi Gyaltsen, le 10e panchen-lama, et Phuntsok Wangyal. D’autres détenus ont été de nombreux cadres communistes mis en cause pendant la révolution culturelle comme Bo Yibo, Peng Zhen, Israel Epstein, Sidney Rittenberg et David Crook. 
Wei Jingsheng célèbre dissident chinois qui fut arrêté le 29 mars 1979 pour avoir « divulgué des secrets d'État », et condamné à 15 ans de prison, a notamment écrit en mars 1979 une lettre dénonçant les conditions inhumaines de la prison de Qincheng où fut incarcéré le 10e panchen-lama qui conduisirent ce dernier à une tentative de suicide.
Pendant la Révolution culturelle, le lieutenant-général chinois communiste Chang Ching-wu, persécuté, mourut en 1971 en raison de mauvais traitements à la prison de Qincheng. 
En 2013, l'ancien dirigeant Bo Xilai y est emprisonné à vie.